# AMOS (lenguaje de programación)
AMOS BASIC es un dialecto del lenguaje de programación BASIC implementado en los ordenadores Amiga. AMOS BASIC fue publicado por Europress y escrito originalmente por François Lionet y Constantino Sotiropoulos.

## Historia
AMOS es un descendiente de STOS BASIC para la Atari ST. AMOS BASIC fue producido por primera vez en 1990.
AMOS compitió en la plataforma Amiga con Blitz BASIC de Acid Software. Ambos derivaron de otros dialectos en diferentes plataformas, en eso ellos permitieron la fácil creación de una ordenada demanda de software multimedia, con un código totalmente estructurado y muchas funciones de alto nivel para cargar imágenes, animaciones, sonidos y visualizarlos de varias formas.
La versión original de AMOS fue interpretada, que aun funcionando bien, sufrió la misma desventaja de los lenguajes ejecutados de forma interpretada. A decir de todos, AMOS fue sumamente rápido entre los lenguajes interpretados. El lenguaje fue bastante rápido para que una extensión llamada AMOS 3D pudiera producir juegos 3D jugables hasta en sencillos Amigas de 7MHz. Más adelante, se desarrolló un compilador AMOS lo que permitió aumentar más la velocidad.
El AMOS fue también notable por la habilidad de incluir líneas de código de  lenguaje ensamblador.
Para simplificar la animación de sprites, AMOS incluye AMOS Animation Language (AMAL), un lenguaje de scripting de sprites compilado el cual corre independientemente del principal programa AMOS BASIC. Fue también posible controlar la pantalla y efectos "Arco Iris" usando scripts de AMAL, El código escrito de AMAL logra crear CopperLists, pequeñas rutinas ejecutadas por la chips Agnus de Amiga.
Después la versión original de AMOS, Europress liberó un compilador (AMOS Compiler), y otras dos versiones del lenguaje: Easy AMOS, una versión simple para principiantes, y AMOS Professional, una versión más avanzada con características como un mejor IDE, soporte para ARexx, una nueva API  de la IU, y un flujo de estructuras de control. Ninguna de estas nuevas versiones fue significativamente más popular que el original AMOS.
AMOS fue usado principalmente para hacer software multimedia, videojuegos (de plataformas y aventuras gráficas) y software educativo.
El lenguaje fue medianamente exitoso dentro la comunidad de Amiga. Su facilidad lo hizo especialmente atractivo para principiantes.
Quizá la mayor desventaja de AMOS BASIC, derivando desde el linaje del Atari ST, fue su incompatibilidad con el sistema operativo de Amiga. Por eso, AMOS BASIC controla el ordenador directamente, lo cual obligó a programas escritos en AMOS a tener una interfaz de usuario no estándar, y también causó problemas de incompatibilidad con nuevas versiones del sistema operativo.
Hoy el lenguaje ha declinado en popularidad al igual que su ordenador Amiga, para el cual este fue escrito. A pesar de esto, una pequeña comunidad de entusiastas son todavía usuarios activos. El código fuente de AMOS ha sido liberado bajo un licencia BSD por Clickteam, una compañía que tenía al programador principal.

## Software que usa AMOS BASIC
- Miggybyte
- Scorched Tanks
- Juegos de Vulcan Software, entre ellos la trilogía Valhalla
- Versión para Amiga de Dominio Final (llamado Genesia) por Microïds